# Clan Belforte
Il clan Belforte o Mazzacane è un sodalizio camorristico operante nella periferia ovest di Caserta, più precisamente nell'area dei comuni di Marcianise, San Nicola la Strada e Caserta.

## Storia
Il clan Belforte è una delle organizzazioni camorristiche più longeve e potenti. Il radicamento sul territorio tra Napoli e Caserta è iniziato a partire sin dagli anni ’70. Negli anni ’80 c’è stata l’affiliazione alla NCO (Nuova Camorra Organizzata) di Raffaele Cutolo e la conseguente faida con la Nuova Famiglia capitanata dal trio Nuvoletta–Bardellino–Alfieri (appoggiati anche dai Sarno, i Misso, i Mazzarella e l’Alleanza di Secondigliano prima che questi entrassero in conflitto tra loro). Dopo la fine dei cutoliani, il sodalizio dei Belforte si è ristrutturato ed ha assunto il totale controllo delle zone di Marcianise e dintorni. Poi sono arrivate l’alleanza con i Casalesi e la sanguinosa e lunga guerra contro il clan Piccolo che ha provocato più di un centinaio di morti. Il clan nacque dalla volontà dei due fratelli Belforte, Domenico (alias ‘Mimì) e Salvatore. Opera nella zona interna del casertano raccogliendo circa 15 paesi limitrofi al territorio di Marcianise, Caserta e San Nicola la Strada e si occupa principalmente di traffico di stupefacenti, estorsioni, usura ed edilizia.
Nel tempo, il carisma e lo spessore criminale dei Belforte ha favorito una fitta rete di accordi e di alleanze con piccoli gruppi aventi una struttura familiare e con una discreta autonomia sul territorio di origine nella gestione delle attività illecite. I Belforte si impongono sullo scenario criminale come un gruppo solido e con una struttura ramificata nei territori a ridosso di Caserta.

### La famiglia Belforte
- Domenico Belforte — alias Mimì, storico boss e fondatore del clan. Attualmente sta scontando l'ergastolo.[5]

Maria Buttone  — Sposata con Domenico Belforte. Attualmente sta scontato l'ergastolo per essere stata la mandante dell uccisione di Angela Gentile, amante del marito .
Camillo Belforte detto ‘Pisiello  — Figlio di Domenico Belforte. È stato in carcere per 6 anni. Secondo la DDA, suo padre Domenico ha più volte comunicato a Camillo come continuare a gestire le attività dell’organizzazione durante i loro colloqui in carcere. È stato scarcerato il settembre 2017. La sua uscita da galera è stata festeggiata a Marcianise con fuochi d’artificio. Il 27 maggio 2019 è stato nuovamente arrestato e dovrebbe scontare cinque anni di carcere.
Salvatore Belforte (figlio di Domenico) — Secondo le indagini, per un periodo di tempo ha comandato l'organizzazione. Ma il 25 Settembre condannato14 anni di carcere per associazione mafiosa ed estorsione aggravata dal metodo mafioso.
- Salvatore Belforte — Fondatore e reggente del clan insieme a Mimì (suo fratello). Dopo anni di detenzione ha deciso di collaborare con la giustizia.[1]

Concetta Zarrillo — Moglie di Salvatore Belforte.
Camillo Belforte (omonimo del cugino primogenito di Domenico) — Come il padre, ha scelto di collaborare con la giustizia. Il 5 luglio 2016 è stato condannato a 6 anni e 4 mesi di carcere per associazione a delinquere di stampo camorristico.
Gelsomina Belforte — Classe 1987. Figlia di Salvatore Belforte e sposata con Giuseppe Alberico, detto “Peppe il Mostro”, elemento di spicco del clan.

## Clan Belforte-Clan dei casalesi
Il clan non fa parte della confederazione nota come "clan dei Casalesi" per via delle origini cutoliane risalenti ai lontani anni '80; è emerso in diversi processi che il clan dei Casalesi si è sempre dimostrato riluttante a conquistare il territorio dei Belforte per via del fatto che il clan era troppo potente da poter essere sconfitto o sottomesso: nel 2003 durante la costruzione nel territorio di Marcianise del centro commerciale "Campania" Luigi Trombetta minacciò di morte il casalese Pasquale Zagaria se non gli avesse consegnato una tangente di 400.000 €.
Secondo il pentito Bruno Buttone, ex elemento di spicco del clan Belforte, e per diversi anni anche reggente del clan, dopo che i capi storici sono stati reclusi al regime del 41bis, tra i Belforte e i Casalesi c'è stata una rottura e forti tensioni, alimentate in modo particolare dall'ex superboss dei Casalesi, Michele Zagaria, che aveva da ridire sull'attività dei Belforte. Per evitare spargimenti di sangue, Buttone regalò a Zagaria un costosissimo orologio, marcato Bulgari. Sancendo così la tregua tra i clan.

## La fazione Capone
Il clan Capone è ritenuto il referente dell'organizzazione a Caserta ed è capeggiato da Giovanni Capone.
La fazione Capone del clan Belforte interveniva per condizionare il voto e orientarlo in favore di candidati disposti a versare al clan somme di denaro, buoni pasto e buoni carburante.
Secondo gli inquirenti, Giovanni Capone (boss della fazione Capone), all’epoca detenuto, utilizzando dei “pizzini”, aveva dato precise disposizioni al fratello Agostino Capone affinché si occupasse dell’affissione dei manifesti elettorali nella città di Caserta. Quest’ultimo, avvalendosi della collaborazione materiale di Vincenzo Rea, Antimo Italiano, Antonio Merola e Antonio Zarrillo, imponeva ai candidati di fare riferimento alla società di servizi “Clean Service”, a lui riconducibile in quanto intestata alla moglie, Maria Grazia Semonella.
Tra i candidati costretti a rivolgersi ad Agostino Capone c’era Luigi Bosco, consigliere regionale, il quale ha confermato che a Caserta vi erano state alcune anomalie, in quanto per avere visibilità era necessario rivolgersi ad un determinato gruppo di persone. A conferma di ciò, Bosco ha raccontato agli inquirenti che un suo collaboratore, durante l’affissione dei manifesti nel Comune di Caserta, era stato aggredito da alcune persone che gli avevano intimato di allontanarsi, in quanto a Caserta nessuno poteva affiggere senza il loro consenso. Dopo quell’episodio, Vincenzo Rea si era presentato presso il suo comitato elettorale, garantendo che affidando a loro l’affissione dei manifesti avrebbe avuto la giusta visibilità, viceversa avrebbe avuto dei problemi. I proventi di tale attività ammontavano a circa 17.000 euro, dei quali una parte erano destinati a rimpinguare le casse della fazione del clan riferibile a Giovanni Capone, con particolare riferimento al mantenimento degli affiliati all’epoca detenuti in carcere.
Agostino Capone gestiva un vasto traffico di cocaina e hashish ed aspirava a diventare l’unico fornitore per gli spacciatori al dettaglio di Caserta. Dalle intercettazioni emergeva infatti che Capone aveva ottenuto a credito, grazie all’intermediazione di Mario De Luca, una significativa partita di cocaina da malavitosi dell’Agro aversano, finalizzata all’approvvigionamento di altri spacciatori al dettaglio del capoluogo, identificati in Rosario Palmieri, Roberto Novelli, Modestino Santoro, Salvatore Vecchiariello e Giovanni Gualtieri. Agostino Capone, inoltre, avvalendosi dell’intermediazione di Alberto Russo, personaggio in collegamento con la criminalità organizzata del Parco Verde di Caivano, aveva acquistato, insieme a quest’ultimo, grosse partite di hashish da cedere al dettaglio attraverso piccoli spacciatori, identificati in Clemente Vergone, Silvana D’Addio, Ferruccio Coppola e Giovanni Gualtieri. L’obiettivo di Agostino Capone era chiaramente quello di ottenere il controllo delle piazze di spaccio di Caserta, sfruttando la sua stabile appartenenza al clan camorristico dei Belforte e la sua ascesa criminale come referente del clan su Caserta. L’ambizione di accreditarsi come referente dello spaccio nel capoluogo naufragava a causa delle difficoltà incontrate da Capone nell’onorare il debito contratto con i suoi fornitori, tanto da essere prelevato da casa sua e portato in una località sconosciuta fino al pagamento di parte del debito.

### Figure di spicco
- Giovanni Capone — Boss
- Agostino Capone — fratello di Giovanni Capone.
- Maria Piccirillo — Moglie di Giovanni Capone.[15]
- Alberto Francesco Spaziante — Ritenuto aiutante del boss Capone.[12]

## La fazione Marciano
Il gruppo Marciano è il referente dei Belforte a Maddaloni, dove loro hanno creato un piccolo impero di almeno 21 esercizi pubblici controllati, almeno 79 slot installate nella città delle due torri, almeno 10 esercizi già clienti della società confiscata, e una probabile alterazione delle schede di gioco.
I Marciano erano i signori delle slot e dei video poker nell’area di Maddaloni. Per loro garantiva il clan Belforte a cui, i Marciano, versavano una quota dai guadagni.
Secondo il boss pentito Antonio Farina, i Marciano avrebbero gestito un business milionario sin dal 1991 grazie al sostegno del clan Belforte, un’attività avviata dal capo della famiglia, il padre Vincenzo.
Farina racconta come Marciano padre iniziò a gestire l’affare, descrivendo anche le evoluzioni e gli investimenti: 

### Figure di spicco
- Davide Marciano
- Pasquale Marciano
- Antonio Mastropietro
- Ciro Micillo[16]

## L’accordo con i rivali del clan Piccolo
Secondo gli inquirenti, i Belforte hanno fatto un patto con i rivali del clan Piccolo per controllare il business del "caffè" a Marcianise.
Da quando Pasquale Piccolo aveva cominciato a introdursi negli affari, saldamente nelle mani dei Buttone (membri di spicco dei Belforte), si era rischiato un nuovo incidente diplomatico con i Belforte, coi quali era ormai in atto una tregua. A parlarne alla DDA è il pentito Camillo Belforte, figlio del boss Salvatore:

## Contrasto da parte dello stato
- Nel luglio 2014 vengono arrestati l'ex parlamentare Alfonso Papa e il padre, Giovanni Papa, per presunti favori, in cambio di denaro e altre utilità, agli imprenditori Angelo e Roberto Grillo, ritenuti vicini al clan. Contemporaneamente Angelo Grillo è stato arrestato per la seconda volta nell'ambito dell'inchiesta su una speculazione edilizia a Marcianise (Caserta). Era già coinvolto in altre inchieste, come quella sugli appalti concessi dall'ASL di Caserta alle sue ditte, ed è attualmente detenuto a Parma (in regime di 41 bis) per concorso esterno in associazione camorristica[21].
- Il 9 marzo 2016 sono stati sequestrati 5 milioni di euro al clan. I beni confiscati corrispondono a 5 appartamenti, 6 box, 8 locali commerciali, 1 deposito, l’intero patrimonio di una azienda di noleggio di slot machine, beni strumentali e quote societarie di un'altra società di noleggio di slot machine e 2 lastrici solari, tutti ubicati nei territori di Mondragone e Maddaloni.[22]
- L’imprenditore Angelo Grillo, ritenuto vicino ai Belforte, intestava immobili alla società Lynch Invest SA in Lussemburgo per conto del clan, secondo gli inquirenti.[23] A Lussemburgo sono stati sequestrati anche conti correnti dell'imprenditore legato al clan.[24]
- Il 9 marzo 2017 sono stati sequestrati al clan beni del valore di 30 milioni di euro, in particolare 24 società operanti nei settori delle pulizie e della vigilanza privata, 12 terreni, 10 appartamenti (tra cui uno situato nella rinomata località turistica di Stintino-SS), due fabbricati in costruzione, un fabbricato industriale, sette autorimesse, due ville, un locale deposito, 68 veicoli tra cui mezzi d’opera intestati alle società e autovettura di lusso, nonché 165 rapporti bancari e investimenti.[25]
- Il 27 gennaio 2018 la Cassazione conferma l'ergastolo per Filippo Petruolo, membro di spicco del clan, per l'omicidio di Alessandro Menditti avvenuto nell'ottobre del 2001 a Recale. Menditti fu ucciso, secondo quanto ricostruito dagli inquirenti, in quanto ritenuto inaffidabile da parte dei Belforte. I Menditti avevano iniziato ad imporre il pizzo in zone controllate dagli stessi Mazzacane, ed in particolare quelle sotto il controllo del capozona Filippo Petruolo.[26]
- Il 27 febbraio 2019 è stato condannato a 10 anni di carcere Giuseppe Alberico,  il genero del capoclan pentito Salvatore Belforte.[27] Alberico è marito di Gelsomina Belforte.[10]
- Il 21 marzo 2019 Salvatore e Domenico Belforte sono stati condannati rispettivamente a 10 e 16 anni per il duplice delitto di una coppia di coniugi commesso nel 1997.[28] Giovanna Breda, moglie di Biagio Letizia (affiliato al clan), aveva una relazione con un maresciallo dei carabinieri del quale era anche confidente. Per questo i vertici del clan gli chiesero di ucciderla altrimenti avrebbe pagato anche lui con la vita. Letizia rifiutò e il sodalizio emise il suo verdetto: morte per entrambi.[29]
- Il 16 maggio 2019 è stato riportato che il boss Salvatore Belforte, attraverso il suo avvocato Salvatore Piccolo, ha chiesto per le prossime udienze di partecipare in videoconferenza perché teme ancora per la sua vita.[30]
- Il 19 maggio 2019 è stato scarcerato Benito Belforte, fratello dei boss Domenico e Salvatore. Benito è stato coinvolto in una vasta inchiesta su estorsioni ai danni di alcuni imprenditori.[31]
- Il 27 maggio 2019 sono stati arrestati Camillo Belforte, figlio di Domenico Belforte, la cognata Carmela Allegretta e il medico Giuseppe Di Maio. Con l’accusa di aver fornito certificati medici falsi, che dichiaravano patologie inesistenti, a dare benefici carcerari a Maria Buttone (moglie di Domenico e madre di Camillo), redatti da Di Maio su richiesta di Camillo e di sua cognata. Camillo Belforte e Giuseppe Di Maio dovranno scontare la pena di 5 anni, mentre Carmela Allegretta di 4 anni e 6 mesi.[32]

### La situazione del clan secondo la DIA (2018)
Secondo quanto emerge dalla relazione semestrale della DIA, relativa ai primi 180 giorni del 2018, nell’area marcianisana, 
storicamente al di fuori del cartello casalese, permane l’egemonia del clan Belforte, che rappresenta una delle “realtà criminali” più potenti e strutturate, non solo nel contesto casertano, ma anche in ambito regionale. Detto sodalizio riflette un modulo operativo simile a quello imposto negli anni dal clan dei Casalesi, in termini di struttura organizzativa, forza militare e predisposizione imprenditoriale ed estende la sua influenza, in maniera diretta o attraverso gruppi criminali satelliti, oltre che a Marcianise anche nella città di Caserta e nei comuni confinanti di San Nicola la Strada, San Marco Evangelista, Casagiove, Recale, Macerata Campania, San Prisco, Maddaloni, San Felice a Cancello e Santa Maria Capua Vetere.
In questo contesto, il clan Belforte ed i vari gruppi criminali presenti, ricercando nuove e diversificate fonti di guadagno, stanno mostrando un particolare interesse verso il traffico e la vendita di sostanze stupefacenti, rivelando in tal senso maggiori affinità con i clan napoletani rispetto alle linee strategiche proprie della criminalità casalese, che ha sempre evitato la gestione diretta del traffico di stupefacenti, superando anche storiche rivalità coi Piccolo-Letizia.